# ليسيه باسيه

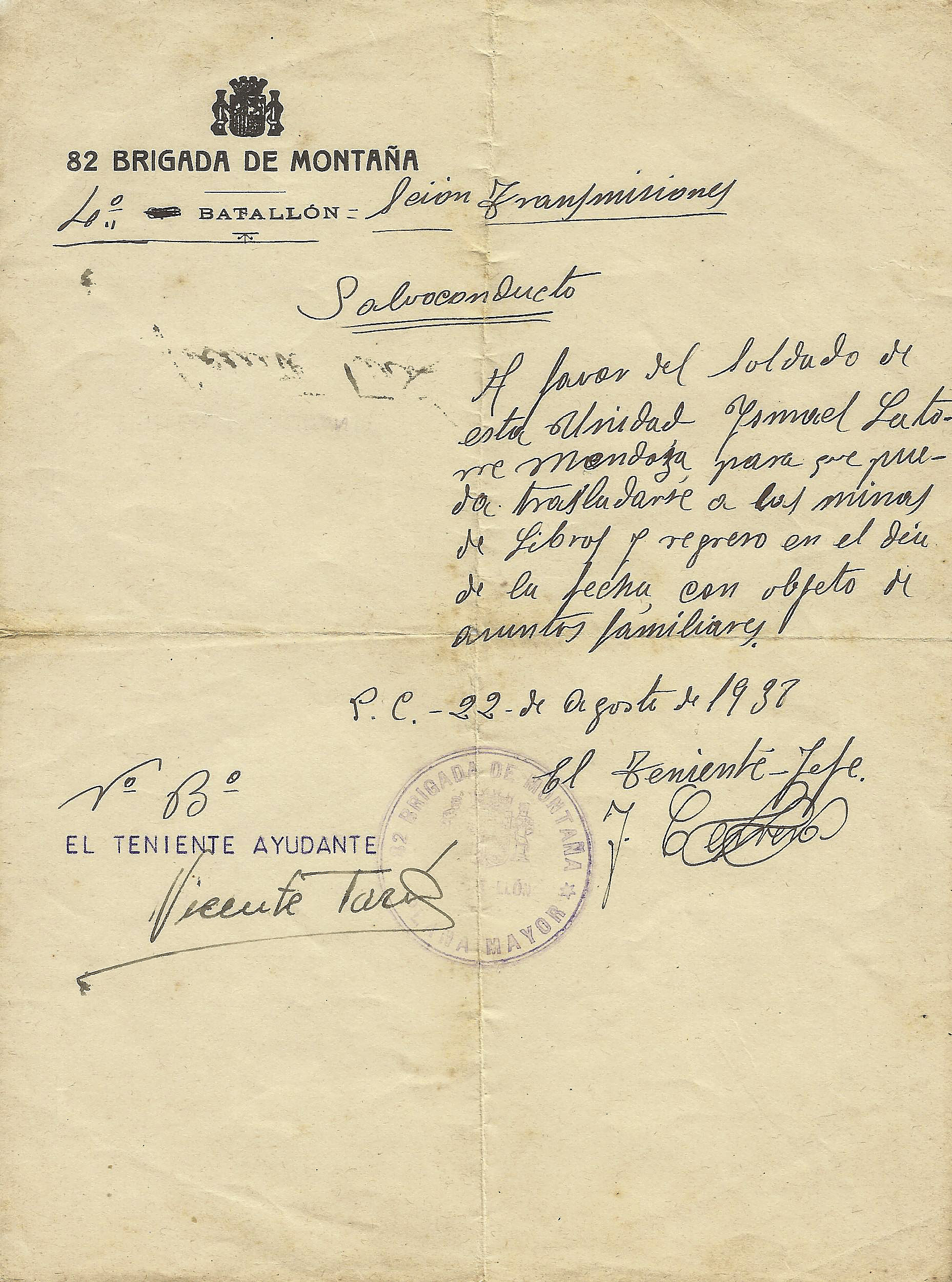

ليسيه باسيه (من الفرنسية: laissez-passer دعوه يمرّ) اصطلاح دولي للإشارة إلى وثائق مرور لمن ليس لديهم جنسية محددة ولا يحملون جواز سفر، أو لمن لا يستطيع طلب جواز سفر من دولته. تصدرها الدولة التي يقيم عليها المسافر، أو دولة أخرى وافقت على مراعاته، كجواز سفر طارئ لفترة قصيرة، وأحياناً تصدرها منظمات دولية وكثيراً ما تكون للاستعمال باتجاه واحد. لكن عندما تصدر من منظمات دولية كالأمم المتحدة فستكون لتنقلات موظفيها والعاملين فيها وتستعمل لمرات عديدة كجواز سفر وإن كان بمرتبة رسمية أقل حيث أن بعض الدول لا تعترف كلّياً ببطاقات ليسيه باسيه وتطلب الجواز الوطني للداخل.
غالباً ما تستعمل هذه الوثيقة في أوقات الحروب والنزاعات على الأراضي وتنقلات الموطفين الدبلوماسيين في مناطق النزاعات أو المهمات الرسمية. مع ذلك، فهي لا توفر حصانة دبلوماسية لحاملها.
في الشرق الأوسط يحتاج جزء كبير من الفلسطينيين في القدس الشرقية إلى بطاقات ليسيه باسيه وكذلك يحتاج إليها سكان هضبة الجولان ذوي الجنسية السورية. الدولة المسؤولة عن إصدار بطاقات ليسيه باسيه في هذه الحالات هي إسرائيل ولكن حاملي هذه البطاقات لا يتمتعون بحرية الدخول في دول لها اتفاقيات خاصة مع إسرائيل، حيث يتمتع بهذا الحق حاملي جوازات السفر الدائمة فقط.